# Andrzej Niwiński
Andrzej Stefan Niwiński (ur. w 1948 w Warszawie) – polski archeolog, specjalista w dziedzinie ikonografii religijnej i mitologicznej okresu XXI–XXII dynastii. 

## Życiorys
W 1971 ukończył studia archeologii śródziemnomorskiej na Uniwersytecie Warszawskim, jako uczeń profesora Kazimierza Michałowskiego. Doktorat uzyskał w 1979, a habilitację w 1989. Pracownik Zakładu Archeologii Egiptu w Instytucie Archeologii UW. Brał udział w Polskiej Misji Archeologicznej w świątyni Hatszepsut w Deir el-Bahari w latach 1972–1974.
Prowadził cykl telewizyjnych pogadanek o starożytnym Egipcie w audycji Kwant. Od 1999 kieruje pracami Misji Skalnej nad świątynią Hatszepsut. Jest także założycielem i prezesem Stowarzyszenia Miłośników Egiptu HERHOR.
W 2022 został odznaczony Krzyżem Komandorskim Orderu Zasługi Rzeczypospolitej Polskiej.

## Publikacje
W języku polskim:
- "Mity i symbole starożytnego Egiptu", Warszawa 1992, 1995, 2001
- "Bóstwa, kulty i rytuały starożytnego Egiptu", Warszawa 1993, 2004
- Egipt zapomniany czyli Michała hr. Tyszkiewicza "Dziennik podróży do Egiptu i Nubii (1861–62)", Opracowanie i wstęp Andrzej Niwiński, Warszawa 1994
- Czekając na Herhora... Odkrywanie tajemnic Teb Stubramnych czyli szkice z dziejów archeologii Egiptu, Warszawa 2003
- Hieny i Lotosy, Wydawnictwo PRO-EGIPT, Warszawa 2012 – fabuła oparta na faktach